# Гоенляймбах
Гоенляймбах (нім. Hohenleimbach) — громада в Німеччині, розташована в землі Рейнланд-Пфальц. Входить до складу району Арвайлер. Складова частина об'єднання громад Брольталь.
Площа — 10,17 км2. Населення становить 377 ос. (станом на 31 грудня 2020).

## Галерея

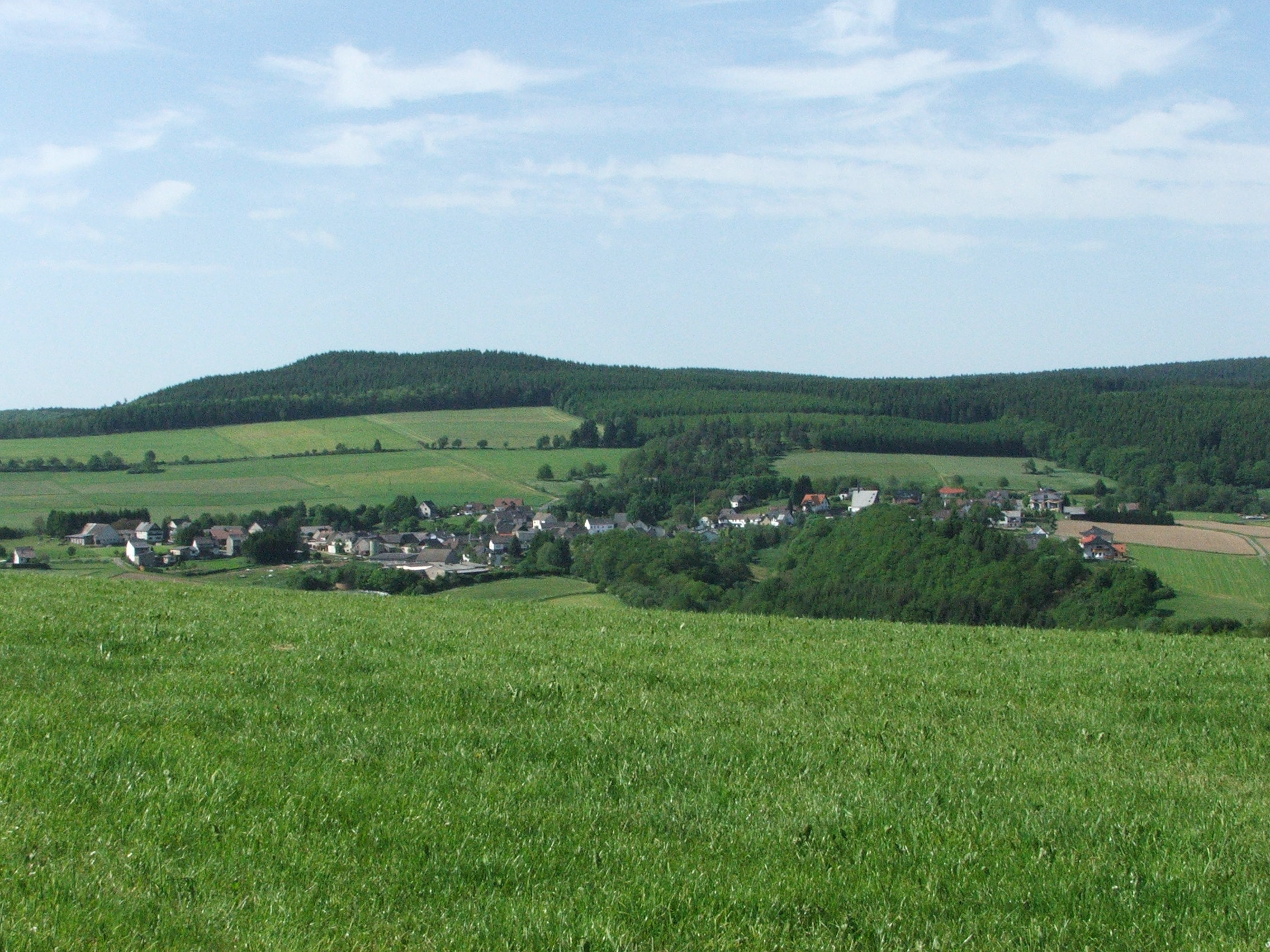